# Рубе-Уэст

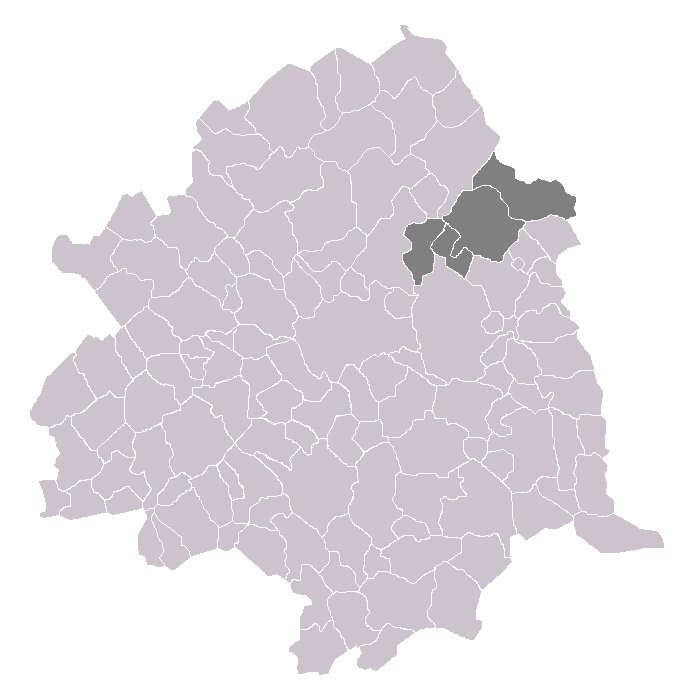
Кантоны Рубе в составе округа

Рубе́-Уэ́ст (фр. Roubaix-Ouest) — упраздненный кантон во Франции, регион Нор — Па-де-Кале, департамент Нор. Входил в состав округа Лилль.
В состав кантона входили коммуны (население по данным Национального института статистики за 2011 г.):
- Васкеаль (19 998 чел.)
- Круа (20 483 чел.)
- Рубе (западные кварталы) (16 237 чел.)

## Экономика
Структура занятости населения (без учета города Рубе):
- сельское хозяйство — 0,2 %
- промышленность — 7,7 %
- строительство — 7,5 %
- торговля, транспорт и сфера услуг — 63,6 %
- государственные и муниципальные службы — 21,1 %

Уровень безработицы (2011) - 12,7 % (Франция в целом - 12,8 %, департамент Нор - 16,3 %). 

Среднегодовой доход на 1 человека, евро (2011) - 31 072 (Франция в целом - 25 140, департамент Нор - 22 405).

## Политика
Жители кантона в целом придерживались правых взглядов. На президентских выборах 2012 г. они отдали в 1-м туре Николя Саркози 31,5 % голосов против 27,3 % у Франсуа Олланда и 15,8 % у Марин Ле Пен, во 2-м туре в кантоне победил Саркози, получивший 52,1 % голосов (2007 г. 1 тур: Саркози - 35,1 %, Сеголен Руаяль - 23,7 %; 2 тур: Саркози - 56,4 %). На выборах в Национальное собрание в 2012 г. по 7-му избирательному округу департамента Нор жители кантона поддержали кандидата партии Новый центр Франсиса Веркамера, набравшего 39,1 % голосов в 1-м туре и 52,6 % - во 2-м туре.
|  | Кандидат         | Партия                  | % голосов |
|  | ---------------- | ----------------------- | --------- |
|  | Бернар Аникотт   | Новый центр             | 50,72     |
|  | Франсин Ланжевен | Социалистическая партия | 49,28     |